# Sulisławice (województwo małopolskie)
Sulisławice – wieś w Polsce położona w województwie małopolskim, w powiecie olkuskim, w gminie Wolbrom.
W latach 1975–1998 miejscowość położona była w województwie katowickim.
W Sulisławicach mieszkał i prowadził sad oraz szkółkę drzew rotmistrz armii rosyjskiej i prezydent Kielc Władysław Garbiński.
Zobacz też: 
- Sulisław — imię męskie
- Sulisławice